# Thieux (Seine-et-Marne)
Pour les articles homonymes, voir Thieux.
Thieux est une commune française située dans le département de Seine-et-Marne en région Île-de-France.

## Géographie

### Localisation
Thieux est située à 8 km au sud de Dammartin-en-Goële et à 5,5 km au nord-est de Mitry-Mory (chef-lieu de canton).

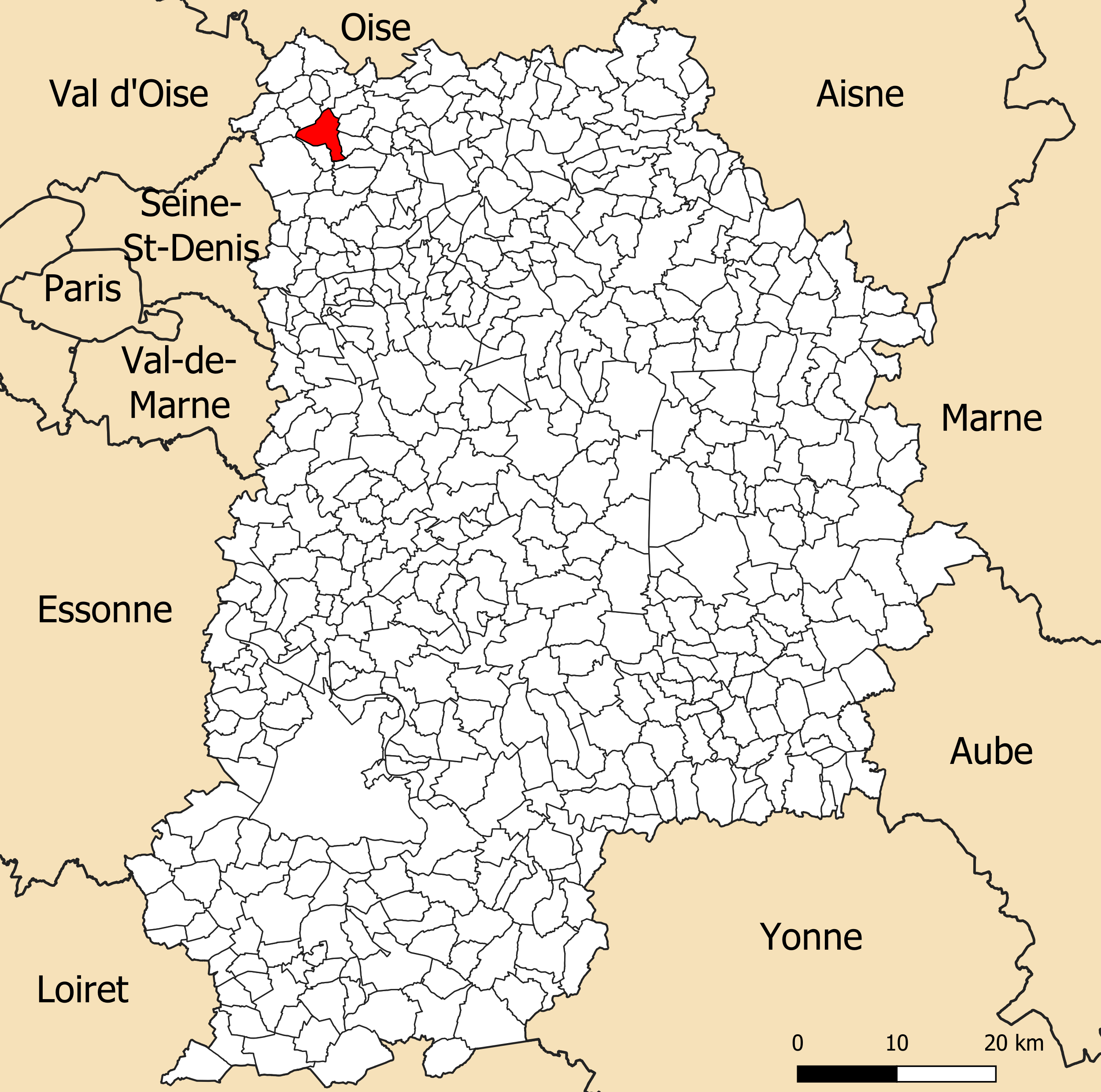
Localisation de la commune de Mauregard dans le département de Seine-et-Marne.

### Communes limitrophes
| Villeneuve-sous-Dammartin | Dammartin-en-Goële | Saint-Mard          |
| Mesnil-Amelot             | Thieux             | Juilly, Nantouillet |
| Mitry-Mory                | Compans            | Saint-Mesmes        |

### Hydrographie
Le réseau hydrographique de la commune se compose de cinq cours d'eau référencés :
- la rivière Beuvronne, longue de 23,90 km[1], affluent en rive droite de la Marne ;
- la rivière Biberonne, longue de 12,23 km[2], affluent de la Beuvronne ;
  - un bras de la Biberonne, 1,61 km[3] ;
  - le ru de Thieux, 3,78 km[4], affluent de la Biberonne ;
  - le fossé 01 des Noues de Compans, 1,34 km[5], qui conflue avec la Biberonne.

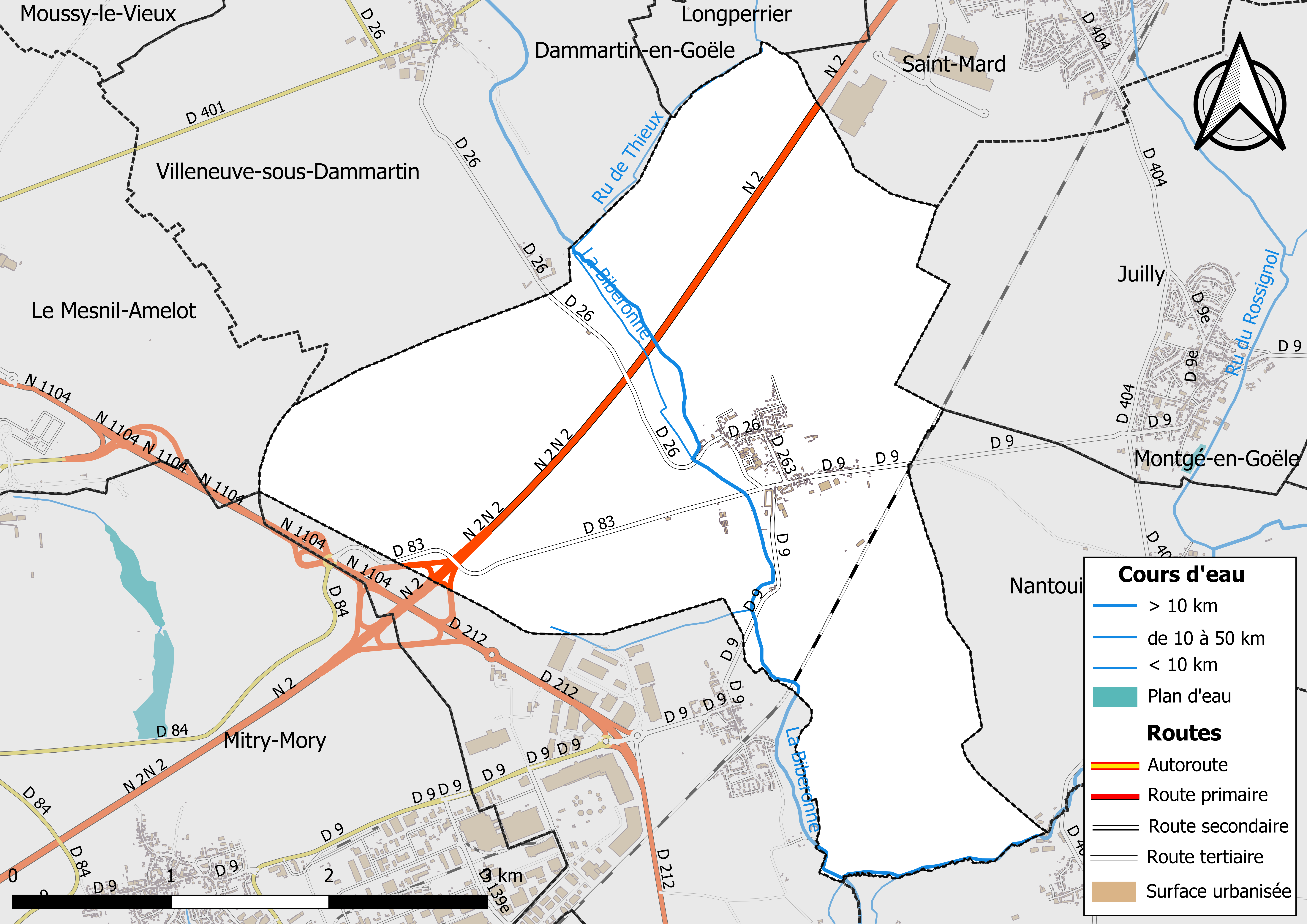
Carte des réseaux hydrographique et routier de Thieux.

La longueur totale des cours d'eau sur la commune est de 7,05 km.

### Géologie et relief
La commune est classée en zone de sismicité 1, correspondant à une sismicité très faible. L'altitude varie de 60 mètres à 107 mètres pour le point le plus haut , le centre du bourg se situant à environ 83 mètres d'altitude (mairie).

### Climat
Pour des articles plus généraux, voir Climat de l'Île-de-France et Climat de Seine-et-Marne.
En 2010, le climat de la commune est de type climat océanique dégradé des plaines du Centre et du Nord, selon une étude du CNRS s'appuyant sur une série de données couvrant la période 1971-2000. En 2020, Météo-France publie une typologie des climats de la France métropolitaine dans laquelle la commune est exposée à un climat océanique altéré et est dans une zone de transition entre les régions climatiques « Sud-ouest du bassin Parisien » et « Nord-est du bassin Parisien ».
Pour la période 1971-2000, la température annuelle moyenne est de 11 °C, avec une amplitude thermique annuelle de 15,1 °C. Le cumul annuel moyen de précipitations est de 722 mm, avec 10,7 jours de précipitations en janvier et 8,1 jours en juillet. Pour la période 1991-2020, la température moyenne annuelle observée sur la station météorologique la plus proche, située sur la commune du Plessis-Belleville à 11 km à vol d'oiseau, est de 11,4 °C et le cumul annuel moyen de précipitations est de 661,7 mm,. Pour l'avenir, les paramètres climatiques de la commune estimés pour 2050 selon différents scénarios d'émission de gaz à effet de serre sont consultables sur un site dédié publié par Météo-France en novembre 2022.

### Transports en commun
La commune est desservie par la gare de Thieux - Nantouillet, située sur la ligne de La Plaine à Hirson et Anor (frontière) et desservie par les trains de la ligne K du Transilien (Paris-Nord - Crépy-en-Valois).

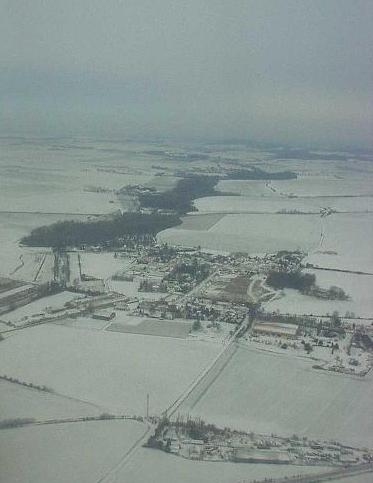
Vue de sud-est. Dans l'arrière-plan (à la fin de la forêt) Villeneuve-sous-Dammartin.

### Milieux naturels et biodiversité
Aucun espace naturel présentant un intérêt patrimonial n'est recensé sur la commune dans l'inventaire national du patrimoine naturel,,.

## Urbanisme

### Typologie
Au 1er janvier 2024, Thieux est catégorisée bourg rural, selon la nouvelle grille communale de densité à sept niveaux définie par l'Insee en 2022.
Elle est située hors unité urbaine. Par ailleurs la commune fait partie de l'aire d'attraction de Paris, dont elle est une commune de la couronne,. Cette aire regroupe 1 929 communes,.

### Lieux-dits et écarts
La commune compte 50 lieux-dits administratifs répertoriés consultables ici (source : le fichier Fantoir).

### Occupation des sols
L'occupation des sols de la commune, telle qu'elle ressort de la base de données européenne d’occupation biophysique des sols Corine Land Cover (CLC), est marquée par l'importance des territoires agricoles (90,3 % en 2018), en diminution par rapport à 1990 (91,3 %). La répartition détaillée en 2018 est la suivante : 
terres arables (88,5 %), forêts (5,7 %), zones urbanisées (3,3 %), zones agricoles hétérogènes (1,8 %), zones industrielles ou commerciales et réseaux de communication (0,7 %).
Parallèlement, L'Institut Paris Région, agence d'urbanisme de la région Île-de-France, a mis en place un inventaire numérique de l'occupation du sol de l'Île-de-France, dénommé le MOS (Mode d'occupation du sol), actualisé régulièrement depuis sa première édition en 1982. Réalisé à partir de photographies aériennes, le Mos distingue les espaces naturels, agricoles et forestiers mais aussi les espaces urbains (habitat, infrastructures, équipements, activités économiques, etc.) selon une classification pouvant aller jusqu'à 81 postes, différente de celle de Corine Land Cover,,. L'Institut met également à disposition des outils permettant de visualiser par photographie aérienne l'évolution de l'occupation des sols de la commune entre 1949 et 2018.

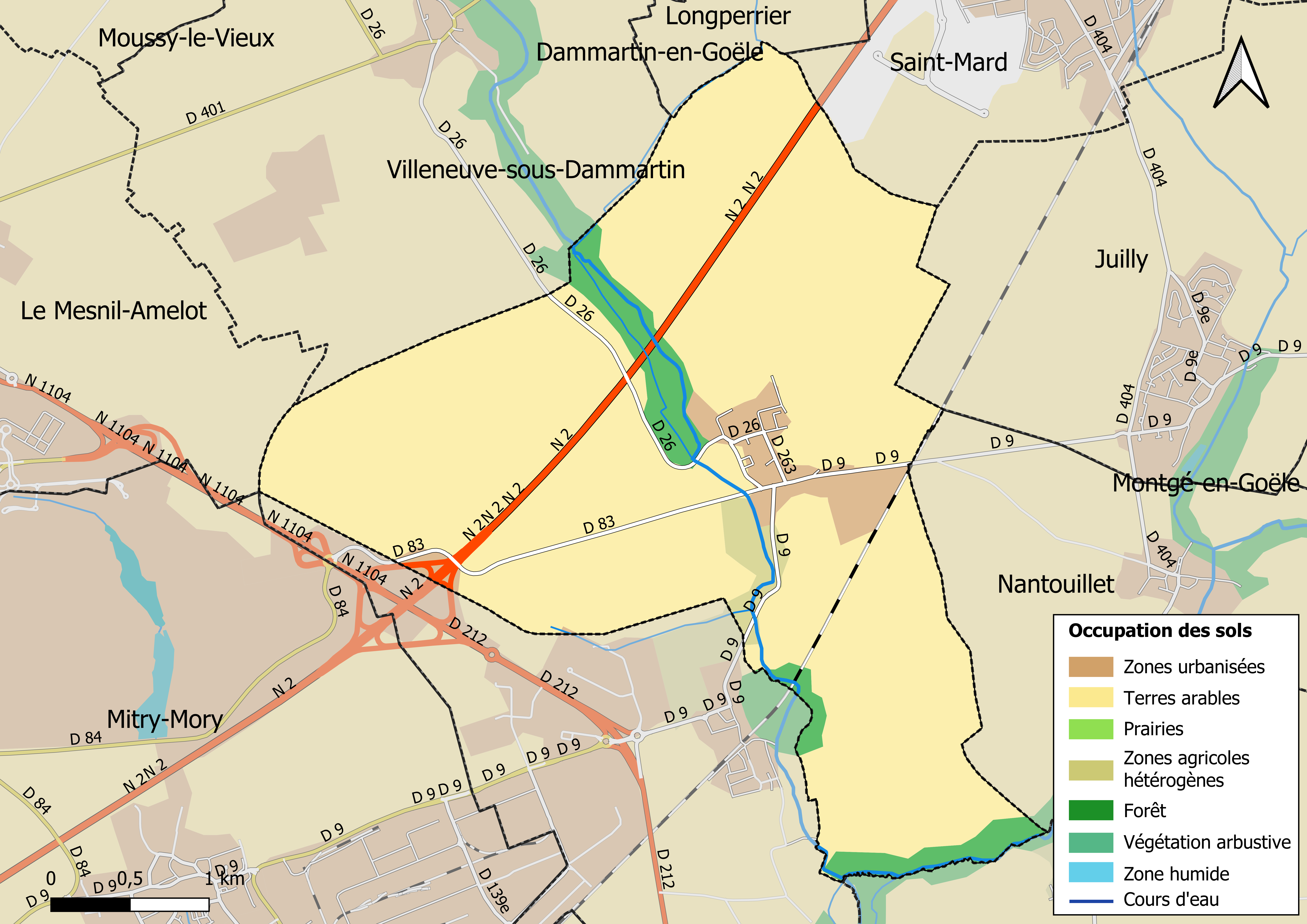
Carte des infrastructures et de l'occupation des sols en 2018 (CLC) de la commune.
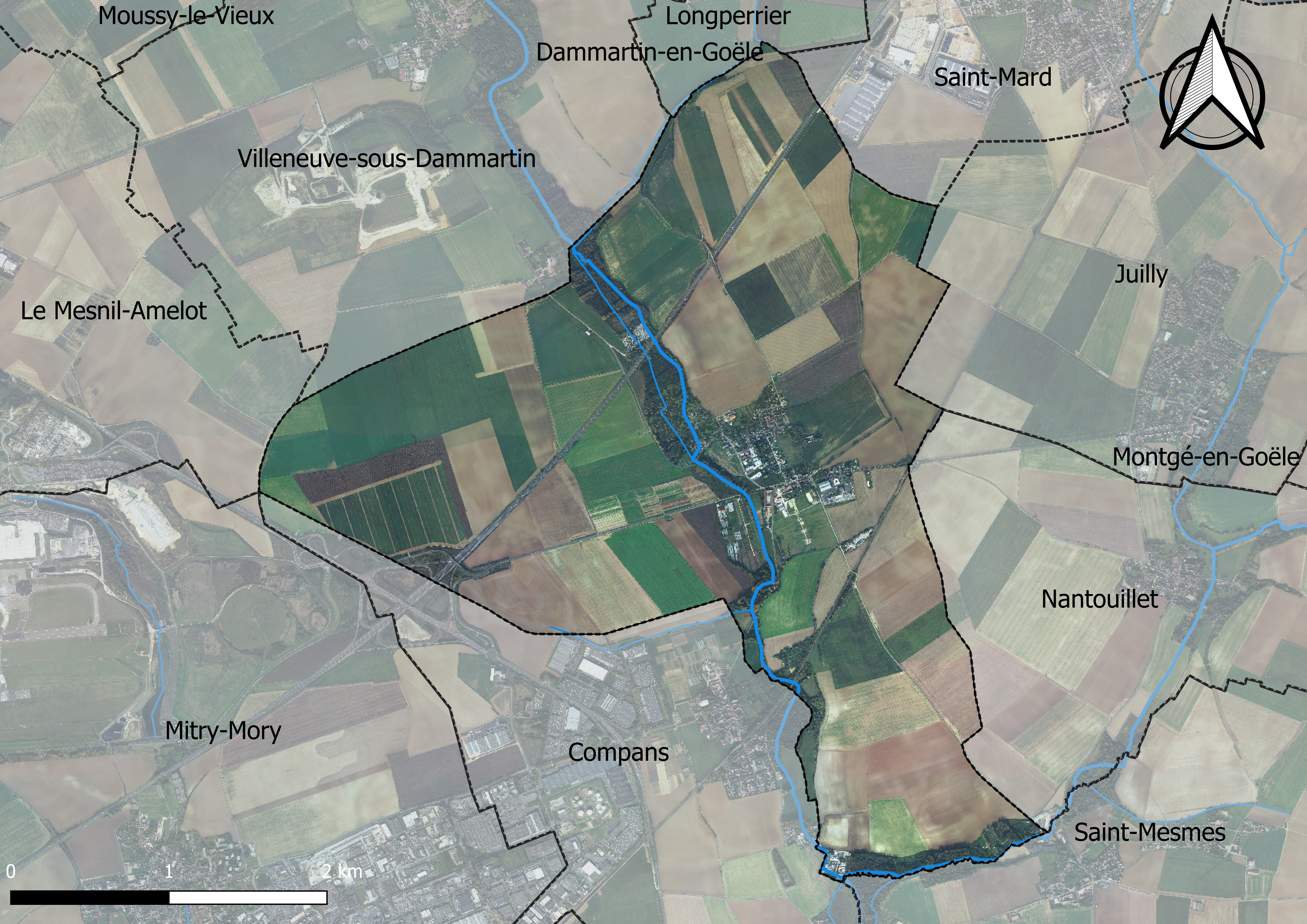
Carte orhophotogrammétrique de la commune.

### Planification
La loi SRU du 13 décembre 2000 a incité les communes à se regrouper au sein d’un établissement public, pour déterminer les partis d’aménagement de l’espace au sein d’un SCoT, un document d’orientation stratégique des politiques publiques à une grande échelle et à un horizon de 20 ans et s'imposant aux documents d'urbanisme locaux, les PLU (Plan local d'urbanisme). La commune est dans le territoire du SCOT Roissy Pays de France, approuvé le 19 décembre 2019 et porté par la communauté d’agglomération Roissy Pays de France.
La commune, en 2019, avait engagé l'élaboration d'un plan local d'urbanisme. Un plan local d'urbanisme intercommunal couvrant le territoire de la communauté de communes de la Bassée - Montois était en élaboration,.

### Logement
En 2014, le nombre total de logements dans la commune était de 365  (dont 51,5 % de maisons et 42,5 % d’appartements).
Parmi ces logements, 87,9 %  étaient des résidences principales et 12,1 %  des logements vacants (pas de résidence secondaire).
La part des ménages propriétaires de leur résidence principale s’élevait à 56,7 % contre 41,1 % de locataires.
La part de logements HLM loués vides (logements sociaux) était de 3,1 %.

## Toponymie
Le nom de la localité est mentionné sous les formes Tieuz en 1255 ; Thyues en 1327 ; Tielx et Tyeulz en 1333 ; Thuiz souz Dampmartin en 1338 ; Curatus de Tiliis, Meldensis diocesis en 1340 ; Thyeux lez Dampmartin en 1358 ; Thiex en 1369 ; La ville de Thieux soubz Dampmartin en 1385 528 ; Thyus soubz Dampmartin au XIVe siècle ; Thieux en 1415 ; Thiex en 1442 ; Thieulx en 1474 ; Estyaiz en 1483 ; Tillie et Parochia de Thillis en 1513 ; Estiaiz en 1527 ; Thieux en France en 1565 et en 1610 ; Tieux en 1801.
Il s'agit d'une formation toponymique médiévale qui consiste en un nom d'arbre pris absolument, à savoir l'ancien français til (ou teil) « tilleul » au pluriel d'où le sens de « tilleuls ».

## Histoire

### XVIIIesiècle
Pierre André de Suffren, vice-amiral de France, prend l'initiative de développer à Thieux une industrie de toiles indiennes, étoffe alors à la mode auprès de l'aristocratie.
Le 25 septembre 1783, il embarque du comptoir de Pondichéry pour la France en transportant un groupe de fileurs et de tisserands Indiens provenant du Sud de l'Inde. Ils débarquent à Marseille en août 1784 et l'un des quatre intendants du commerce du Royaume, Jean-Jacques Maurille-Michau de Montaran, les accueille dans son château de Thieux, où ils arrivent en octobre 1785. Les caves du château sont alors équipées d'ateliers qui donnent naissance à une industrie de cotonnades à partir de techniques de tissage à la façon indienne. De jeunes villageois de Thieux reçurent une formation à ce métier par les Indiens. Mais ceux-ci, provenant du Sud de l'Inde, ne savent tisser que des toiles d'une grosse filature et non des tissus fins comme au Bengale, au Nord de l'Inde. Les commanditaires décident donc de les renvoyer en Inde, et ils quittent Thieux le 1er septembre 1787 pour embarquer à Lorient. Un monument éphémère — la Croix noire, ou Croix des Indiens — fut érigé par les habitants en leur mémoire, peu après leur départ, au lieu-dit La Ferme de Stains.

## Politique et administration

### Tendances politiques et résultats

#### Élections nationales
- Élection présidentielle de 2017[49] : 28,71 % pour Emmanuel Macron (REM), 35,06 % pour Marine Le Pen (FN), 73,88 % de participation.

### Liste des maires

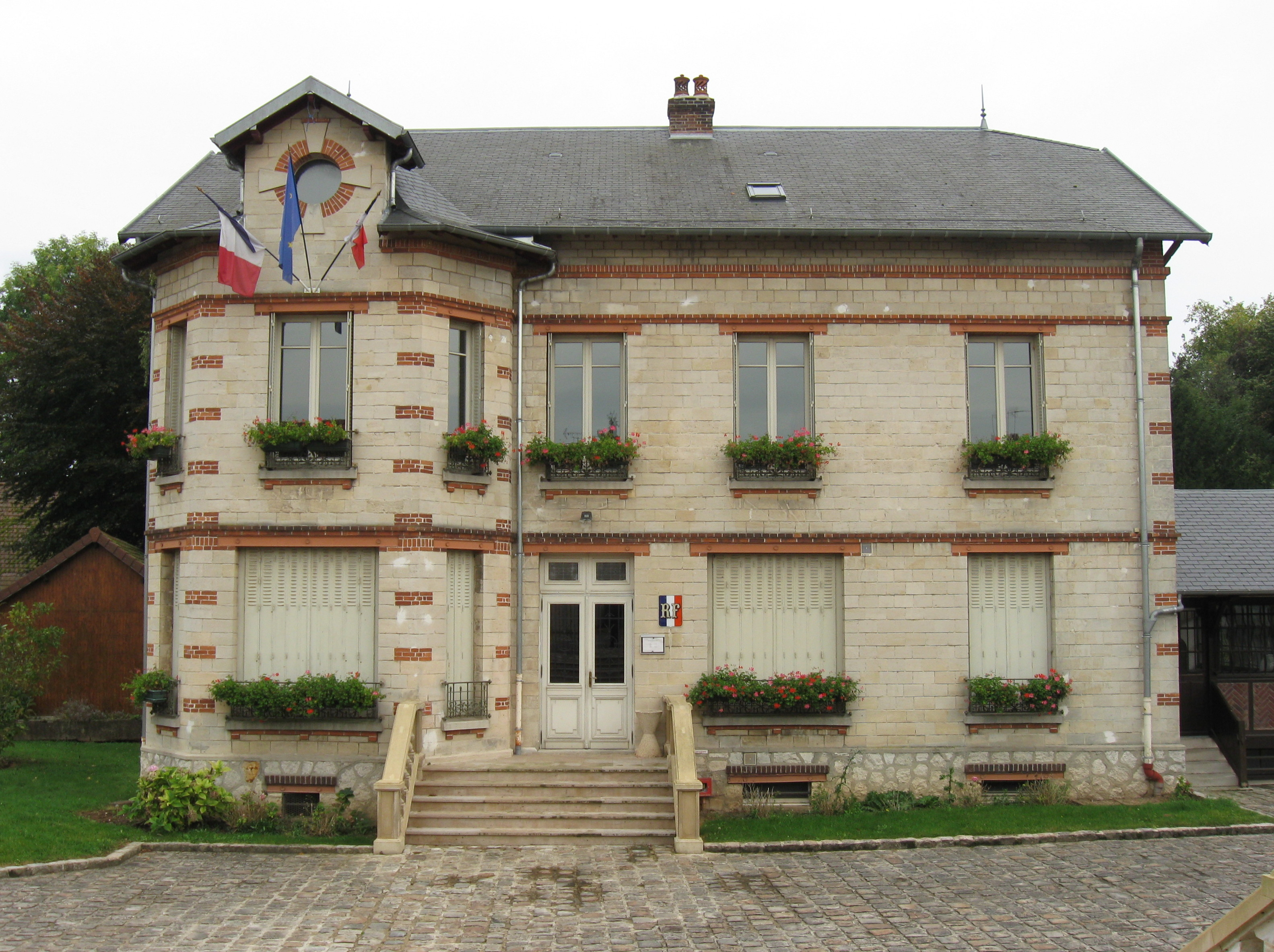
Le mairie.

| Période                                  | Période      | Identité            | Étiquette | Qualité                                  |
| ---------------------------------------- | ------------ | ------------------- | --------- | ---------------------------------------- |
| Les données manquantes sont à compléter. |              |                     |           |                                          |
| maire en 1835                            | ?            | M. Garnier          |           | Propriétaire Conseiller d'arrondissement |
|                                          |              |                     |           |                                          |
| avant 1981                               | ?            | Jean-Marie Beaufort | PS        |                                          |
| juin 1995                                | janvier 2018 | Bruno Bahin         |           | agriculteur                              |
| mars 2018                                | En cours     | Fabrice Cuypers     |           | agriculteur                              |

## Équipements et services

### Eau et assainissement
L’organisation de la distribution de l’eau potable, de la collecte et du traitement des eaux usées et pluviales relève des communes. La loi NOTRe de 2015 a accru le rôle des EPCI à fiscalité propre en leur transférant cette compétence. Ce transfert devait en principe être effectif au 1er janvier 2020, mais la loi Ferrand-Fesneau du 3 août 2018 a introduit la possibilité d’un report de ce transfert au 1er janvier 2026,.

#### Assainissement des eaux usées
En 2020, la gestion du service d'assainissement collectif de la commune de Thieux est assurée par la Communauté d'agglomération Roissy Pays de France pour la collecte, le transport et la dépollution. Ce service est géré en délégation par une entreprise privée, dont le contrat arrive à échéance le 30 juin 2020,,.
L’assainissement non collectif (ANC) désigne les installations individuelles de traitement des eaux domestiques qui ne sont pas desservies par un réseau public de collecte des eaux usées et qui doivent en conséquence traiter elles-mêmes leurs eaux usées avant de les rejeter dans le milieu naturel. La Communauté d'agglomération Roissy Pays de France assure pour le compte de la commune le service public d'assainissement non collectif (SPANC), qui a pour mission de vérifier la bonne exécution des travaux de réalisation et de réhabilitation, ainsi que le bon fonctionnement et l’entretien des installations,.

#### Eau potable
En 2020, l'alimentation en eau potable est assurée par le SMAEP de la Goële qui en a délégué la gestion à l'entreprise Veolia, dont le contrat expire le 31 décembre 2021,,.

## Population et société

### Démographie
L'évolution du nombre d'habitants est connue à travers les recensements de la population effectués dans la commune depuis 1793. Pour les communes de moins de 10 000 habitants, une enquête de recensement portant sur toute la population est réalisée tous les cinq ans, les populations de référence des années intermédiaires étant quant à elles estimées par interpolation ou extrapolation. Pour la commune, le premier recensement exhaustif entrant dans le cadre du nouveau dispositif a été réalisé en 2004.

En 2022, la commune comptait 905 habitants, en évolution de +7,61 % par rapport à 2016 (Seine-et-Marne : +3,92 %, France hors Mayotte : +2,11 %).
| 1793 | 1800 | 1806 | 1821 | 1831 | 1836 | 1841 | 1846 | 1851 |
| ---- | ---- | ---- | ---- | ---- | ---- | ---- | ---- | ---- |
| 452  | 482  | 471  | 406  | 423  | 379  | 375  | 417  | 436  |

| 1856 | 1861 | 1866 | 1872 | 1876 | 1881 | 1886 | 1891 | 1896 |
| ---- | ---- | ---- | ---- | ---- | ---- | ---- | ---- | ---- |
| 416  | 421  | 431  | 388  | 385  | 392  | 389  | 345  | 307  |

| 1901 | 1906 | 1911 | 1921 | 1926 | 1931 | 1936 | 1946 | 1954 |
| ---- | ---- | ---- | ---- | ---- | ---- | ---- | ---- | ---- |
| 294  | 334  | 358  | 372  | 407  | 420  | 411  | 475  | 498  |

| 1962 | 1968 | 1975 | 1982 | 1990 | 1999 | 2004 | 2006 | 2009 |
| ---- | ---- | ---- | ---- | ---- | ---- | ---- | ---- | ---- |
| 464  | 425  | 366  | 469  | 581  | 683  | 742  | 785  | 812  |

| 2014 | 2019 | 2022 | - | - | - | - | - | - |
| ---- | ---- | ---- | - | - | - | - | - | - |
| 812  | 872  | 905  | - | - | - | - | - | - |

### Enseignement
Thieux dispose d’une école élémentaire, située 39, Grande Rue.
Cet établissement public, inscrit sous le code UAI (Unité administrative immatriculée ) : 0770275F, comprend 99 élèves  (chiffre du Ministère de l'Éducation nationale). Il dispose d’un restaurant scolaire.
La commune dépend de l'Académie de Créteil. Pour le calendrier des vacances scolaires, Thieux est en zone C.

## Économie

### Revenus de la population et fiscalité
En 2017, le nombre de ménages fiscaux de la commune était de 289, représentant 718 personnes et la  médiane du revenu disponible par unité de consommation  de 22 280 euros.

### Emploi
En 2017 , le nombre total d’emplois dans la zone était de 190, occupant 432 actifs  résidants.
Le taux d'activité de la population (actifs ayant un emploi) âgée de 15 à 64 ans s'élevait à  66,5 % contre un taux de chômage de 10,4 %.
Les 23,1 % d’inactifs se répartissent de la façon suivante : 9,1 % d’étudiants et stagiaires non rémunérés, 2 % de retraités ou préretraités et 12 % pour les autres inactifs.

### Entreprises et commerces
En 2015, le nombre d'établissements actifs était de 71 dont 6 dans l'agriculture-sylviculture-pêche, 5 dans l’industrie, 14 dans la construction, 41 dans le commerce-transports-services divers et 5  étaient relatifs au secteur administratif.
Ces établissements ont pourvu 171 postes salariés.

### Agriculture
Thieux est dans la petite région agricole dénommée la « Goële et Multien », regroupant deux petites régions naturelles, respectivement la Goële et le pays de Meaux (Multien). En 2010, l'orientation technico-économique de l'agriculture sur la commune est diverses cultures (hors céréales et oléoprotéagineux, fleurs et fruits).
Si la productivité agricole de la Seine-et-Marne se situe dans le peloton de tête des départements français, le département enregistre un double phénomène de disparition des terres cultivables (près de 2 000 ha par an dans les années 1980, moins dans les années 2000) et de réduction d'environ 30 % du nombre d'agriculteurs dans les années 2010. Cette tendance n'est pas confirmée au niveau de la commune qui voit le nombre d'exploitations augmenter et passer de 5 en 1988 à 6 en 2010. Parallèlement, la taille de ces exploitations diminue, passant de 136 ha en 1988 à 115 ha en 2010.
Le tableau ci-dessous présente les principales caractéristiques des exploitations agricoles de Thieux, observées sur une période de 22 ans : 
|                                      | 1988 | 2000 | 2010 |
| ------------------------------------ | ---- | ---- | ---- |
| Dimension économique,                |      |      |      |
| Nombre d’exploitations (u)           | 5    | 7    | 6    |
| Travail (UTA)                        | 19   | 15   | 15   |
| Surface agricole utilisée (ha)       | 682  | 681  | 692  |
| Cultures                             |      |      |      |
| Terres labourables (ha)              | 613  | 669  | 673  |
| Céréales (ha)                        | 327  | s    | s    |
| dont blé tendre (ha)                 | 270  | 257  | 301  |
| dont maïs-grain et maïs-semence (ha) | s    | 62   | 82   |
| Tournesol (ha)                       | s    |      |      |
| Colza et navette (ha)                | s    | s    | s    |
| Élevage                              |      |      |      |
| Cheptel (UGBTA)                      | 0    | 1    | 0    |

## Culture locale et patrimoine

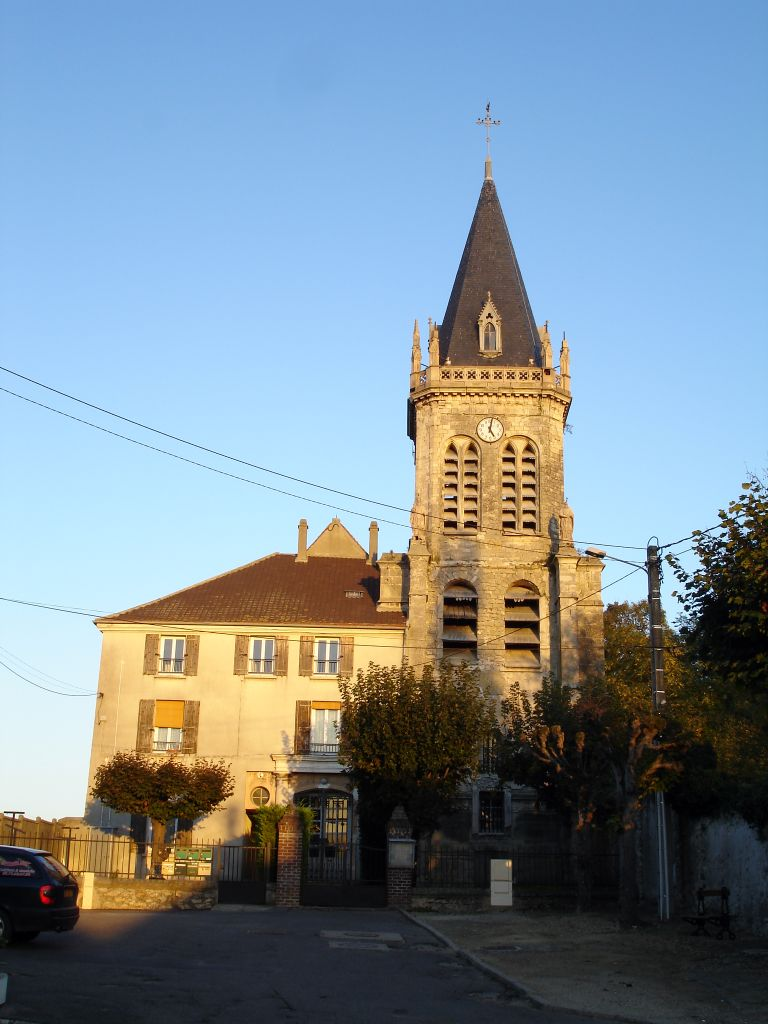
L'église Saint-Médard.

### Lieux et monuments
- L'église placée sous le vocable de Saint-Médard contient plusieurs éléments classés au titre d'objet dont le retable du maître-autel et un tableau du peintre Jean-Jacques Lagrenée[70].
- Le grand Moulin Dongé, ancien moulin sur la rivière Biberonne, transformé en maison d'habitation.